# Ledena dvorana Gábora Ocskayja
Ledena dvorana Gábora Ocskayja je naziv za dvoranu u Stolnom Biogradu, u Mađarskoj. Kapaciteta je oko 3.500 gledatelja. U njoj svoje domaće utakmice igra Alba Volan, klub hokeja na ledu iz Stolnog Biograda. Dvorana je otvorena 1977.
Naziv je dobila po poznatom Albinom igraču Gáboru Ocskayju, koji je umro 2009.